# Игорь (Возьняк)
Игорь Михайлович Возьняк (укр. Ігор Михайлович Возьняк; 3 августа 1952, село Липицы) — епископ Украинской Греко-Католической Церкви, архиепископ и митрополит Львовский, член монашеской конгрегации редемптористов.

## Биография
Родился 3 августа 1952 в селе Липицы, в семье учителя.
В 1959—1969 годах учился в средней школе, а после её окончания получил в Дрогобыче техническое образование. Затем был направлен на работу в Никополь, где работал некоторое время на заводе.
В 1970—1972 годах служил в рядах Советской армии на территории Казахстана.
В 1973 году вступил в монастырь Чина Наисвятейшего Искупителя (орден редемптористов). В 1974 году начал новициат, в 1975 году принёс первые обеты. В этом же году в подпольной семинарии во Львове начал изучать философию и богословие, параллельно работая токарем, а потом в газовой службе.
По предложению настоятеля в 1977 году переехал в Винницу и там продолжал обучение. Окончил обучение в 1980 году и в ноябре того же года принял священство. 2 июля 1981 года принес вечные обеты. Работал при римско-католической церкви.
С 1989 года священнослужительствовал в кафедральном соборе Тернополя. С 1990 по 1996 год был протоигуменом ордена редемптористов. В 1996 году был священником в Виннице.
В 1997 году декретом протоигумена был назначен ответственным за формацию послушников во Львовской провинции редемптористов.
Параллельно продолжает пастырскую деятельность, особое внимание уделяя проповедничеству и реколлекциям для монахов, монахинь и мирян.
В 2001 году обучался на курсах воспитателей монахов в Риме, по истечении которых в августе был назначен помощником воспитателя в семинарии редемптористов в Польше.
11 января 2002 года Римский папа Иоанн Павел II назначил Игоря Возьняка титулярным епископом Нисы Ликийской и вспомогательным епископом Львовской архиепархии. 17 февраля 2002 в соборе Святого Юра во Львове состоялась епископская хиротония Игоря Возьняка. С 10 ноября 2005, вскоре после перенесения центра УГКЦ в Киев, стал архиепископом Львовской архиепархии.
В связи с отставкой Любомира Гузара с поста верховного архиепископа Украинской грекокатолической церкви 10 февраля 2011 года архиепископ епископ Львовский Игорь Возьняк в соответствии с каноническим правом исполнял обязанности администратора Церкви до избрания нового главы УГКЦ, которым стал епископ Святослав Шевчук.
29 ноября 2011 года в связи с образованием Львовской митрополии УГКЦ был возведён в сан митрополита и получил титул архиепископ и митрополит Львовский.